# Hippoporina pertusa
Hippoporina pertusa is een mosdiertjessoort uit de familie van de Bitectiporidae. De wetenschappelijke naam van de soort is voor het eerst geldig gepubliceerd in 1796 door Esper.